# Overstroming van de Maas (1993)

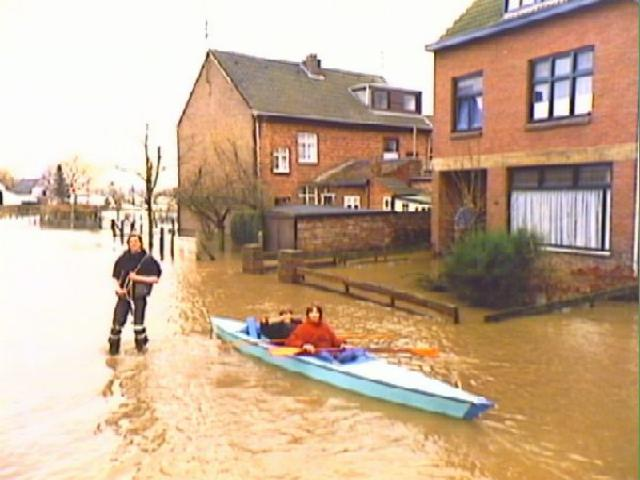
De situatie in Borgharen

Bij de overstroming van de Maas in 1993 overstroomden grote delen van Nederlands-Limburg. In België en Frankrijk traden ook kleine rivieren buiten hun oevers. Er overleden 6 personen.
In het stroomgebied van de Maas kwamen hoge waterstanden voor na een periode van aanhoudende regen. Op 20 december 1993 trad de Maas voor het eerst buiten haar oever en op 22 december gebeurde dit op meerdere plaatsen in de provincie Limburg. De omgeving van Roermond en Venlo, en specifiek de dorpen Gennep, Itteren en Borgharen, gelegen aan de oostelijke oever, werden getroffen. Op de westelijke oever was Neer het zwaarst getroffen.
Ongeveer 8% (18.000 ha) van de oppervlakte van de provincie Limburg stond onder water. Ook enkele Brabantse gemeenten aan de Maas kampten met wateroverlast. Ongeveer 12.000 mensen werden geëvacueerd. De totale schade bedroeg 254 miljoen gulden.
Nooit eerder was zo'n hoge debiet gemeten: 3.120 m3/s. In Borgharen bereikte de Maas een recordhoogte van 45,90 meter boven NAP.
Ruim een jaar later, in januari 1995, werden de gebieden langs de Maas opnieuw getroffen door grootschalige overstromingen.